# Single Bed
《Single Bed》（日语：シングルベッド）是日本搖滾樂團射亂Q的第6張單曲。1994年10月21日由BMG JAPAN／RCA（今已併入Sony Music label (Ariola Japan label)）發行。

## 解説
《Single Bed》是自從射亂Q的上一張單曲以來，相隔3個月發行的最新單曲。同名表題曲曾被日本電視台電視動畫《DNA²》選為片尾主題曲使用。後來在2009年12月31日，再度被日本電視台選為搞笑綜藝節目、射亂Q主唱淳君曾上過的企劃單元當片尾主題曲使用。
發行當時在Oricon公信榜創下第9名的最高紀錄，但是銷售量僅次於下一張單曲《狡猾的女人》。然而讓射亂Q的單曲第一次登上million，不過排名在最低名次。
2013年，淳君自行翻唱的版本（後述）也被LaLa TV播出的連續劇《戀愛戲劇重現》選為主題歌和劇中插入歌使用。

## 收錄歌曲
1. Single Bed（シングルベッド）
  - 作詞：淳君，作曲：，編曲：鳥山雄司（日语：鳥山雄司）、射亂Q（日语：シャ乱Q）
2. Please（プリーズ）
  - 作詞：，作曲：、，編曲：嶋田陽一、射亂Q
3. Single Bed (inst.)

## 收錄專輯
- 劣等感（日语：劣等感 (アルバム)）（#1）
- 單曲前10名★和附加★（日语：シングルベスト10★おまけつき★）（#1）
- BEST OF HISTORY（日语：BEST OF HISTORY）（#1）
- 射亂Q二十週年最佳專輯與DVD（日语：シャ乱Qハタチのベスト・アルバムDVDつき）（#1）
- GOLDEN☆BEST 射亂Q（日语：GOLDEN☆BEST シャ乱Q）（#1、2）

## 翻唱

### 「Single Bed」
《「Single Bed」》（日语：「シングルベッド」）是日本搖滾樂團射亂Q的第21張單曲。2013年7月17日由zetima/Up-Front Works發行。本單曲是射亂Q創團25週年的紀念單曲，與1994年發行的原曲不一樣的是除了單曲名稱加上（引號）之外，內容也全面重新再錄製，曲調則是從原曲降低半音進行翻唱。
還有，《「Single Bed」》是自從射亂Q的上一張單曲《向前走》（由早安少女組。提供的同名歌曲翻唱版）以來，睽違6年半發行的最新單曲。
至於B面歌曲收錄的兩首新曲「蜃氣樓 Shinkirou」與「Come on！我們的未來」都被選為日本電視台鐵道旅行節目《途中下車之旅》片尾主題曲使用。

#### 收錄歌曲
所有歌曲由射亂Q編曲。
1. 「Single Bed」（「シングルベッド」）
  - 作詞：淳君，作曲：
2. 蜃氣樓 Shinkirou（蜃気楼 しんきろう）
  - 作詞：，作曲：
3. Come on！我們的未來（Come on！僕たちの未来）
  - 作詞、作曲：淳君
4. Single Bed (Instrumental)
5. 蜃氣樓 Shinkirou (Instrumental)
6. Come on！我們的未來 (Instrumental)

### 其它的翻唱版本
- 2001年，由小淳君（チビつんく）翻唱（曲名「狡猾的女人／Single Bed」）
- 2005年，由淳君♂獨唱，並收錄在他的個人專輯《V3 ～青春Cover～（日语：V3〜青春カバー〜）》裡。與搖滾演奏原曲不一樣的是，這個版本是以歌謠曲的意識進行翻唱。
- 2007年，由女子搖滾樂團EU·PHORIA（日语：ユーフォーリア）翻唱，曾被朝日電視台連續劇《特命係長 只野仁（日语：特命係長 只野仁 (テレビドラマ)）》當作第3季的主題歌使用。
- 2015年，由歌手青紀光翻唱，並收錄在她的個人專輯《Otokouta》裡。